# آندرئامالاما
آندرئامالاما (به لاتین: Andreamalama) یک منطقهٔ مسکونی در ماداگاسکار است که در هائوته ماتسیاترا واقع شده‌است. آندرئامالاما ۱۰٬۲۰۵ نفر جمعیت دارد.